# 999
999 (CMXCIX) je bilo navadno leto, ki se je po julijanskem koledarju začelo na nedeljo.

## Dogodki
- 2. april - Umrlega papeža Gregorja V. nasledi Silvester II.[1], 139. papež po seznamu. Silvester II. je prvi papež po rodu Francoz, v politiki ostaja tesno navezan na rimsko-nemškega cesarja Otona III., ki je bil sicer njegov učenec.

## Rojstva
Neznan datum
- Berengar iz Toursa, francoski teolog in filozof († 1088)
- Bao Zheng, kitajski državnik, župan Kaifenga († 1062)

## Smrti
- 7. februar - Boleslav II., češki vojvoda (* 932)
- 18. februar - papež Gregor V. (* 972)